# Potsdam
Den här artikeln handlar om huvudstaden i den tyska delstaten Brandenburg. För andra betydelser, se Potsdam (olika betydelser).

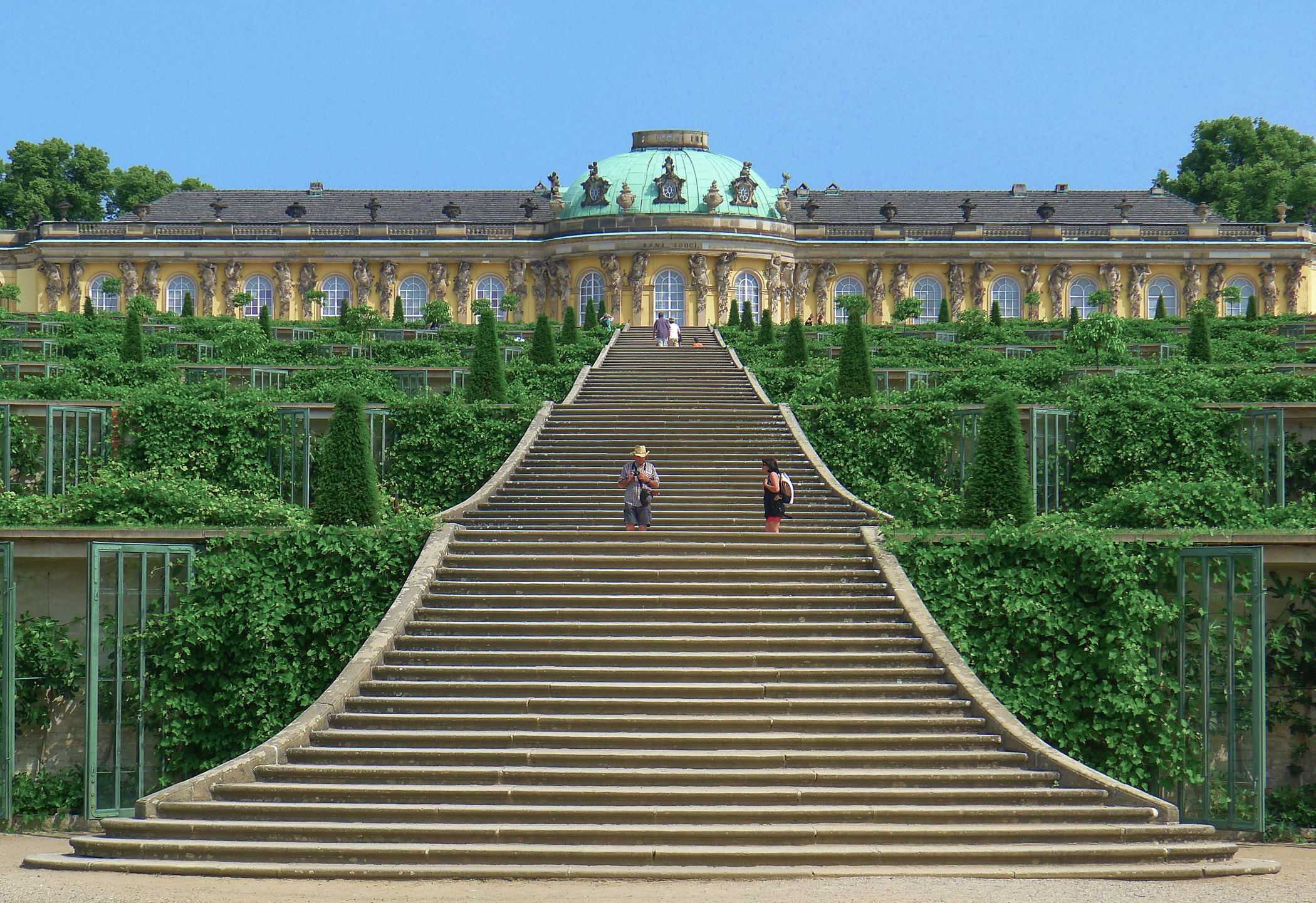
Sanssouci

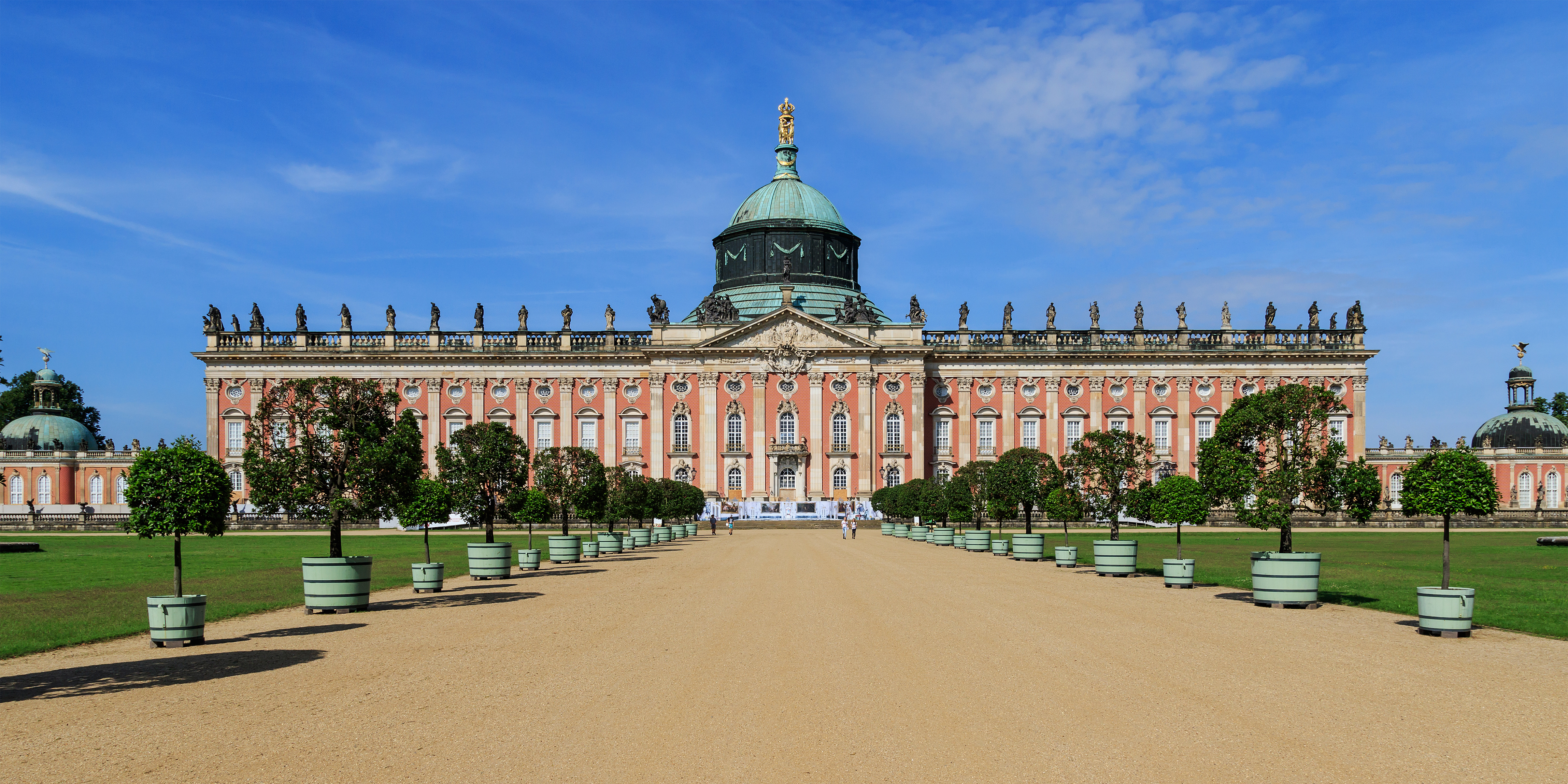
Neues Palais

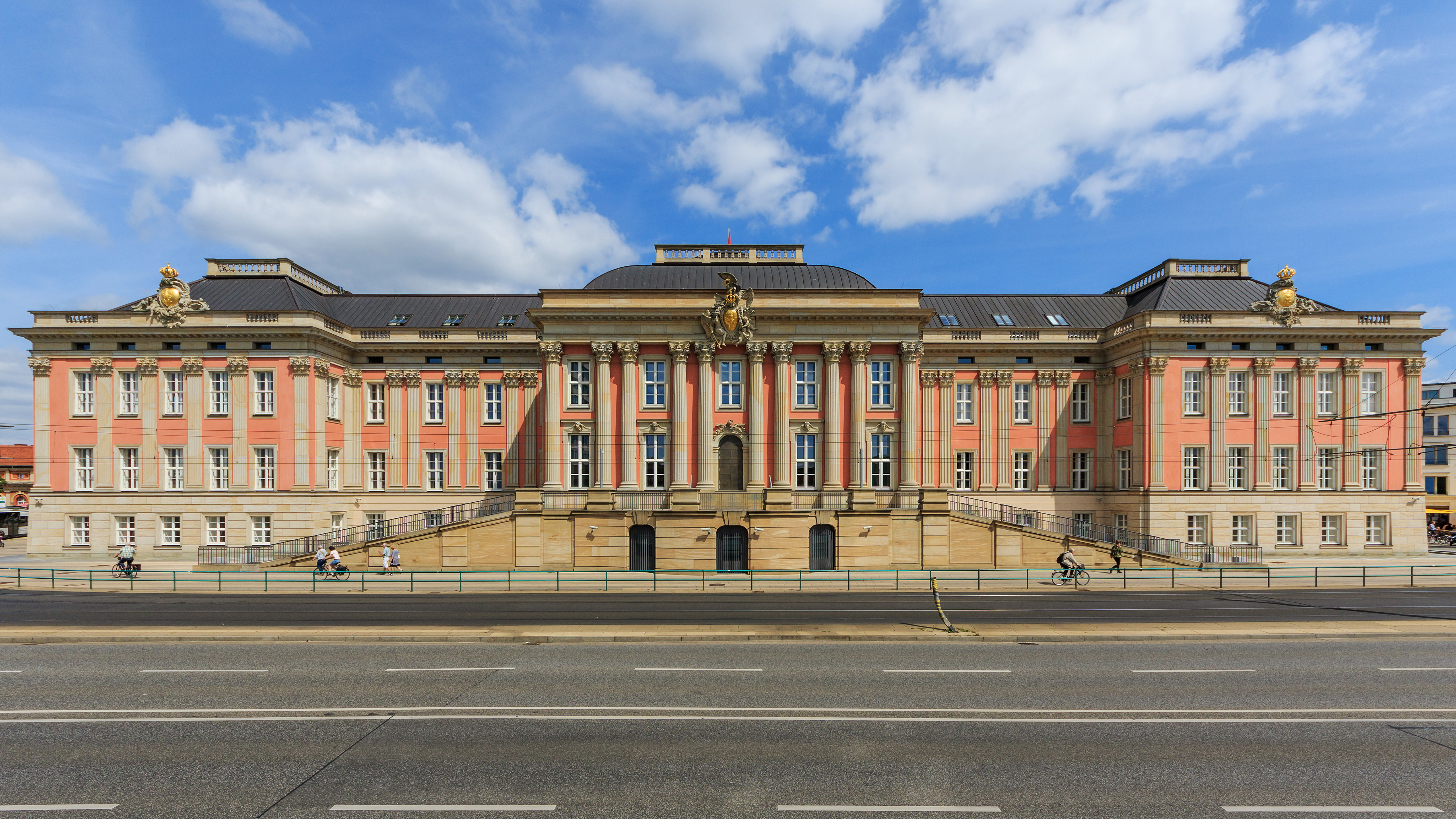
Potsdams stadsslott

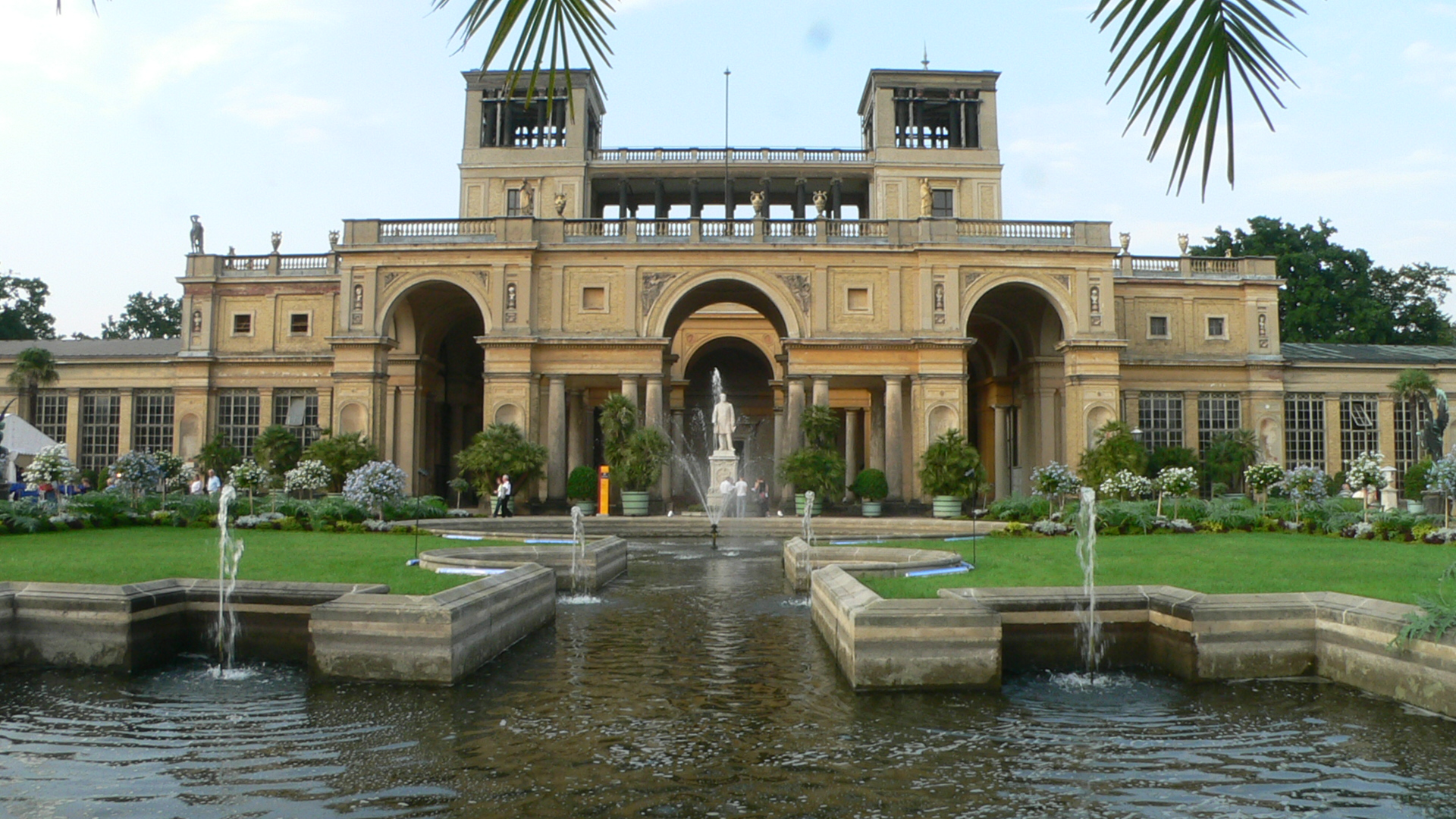
Orangerislottet

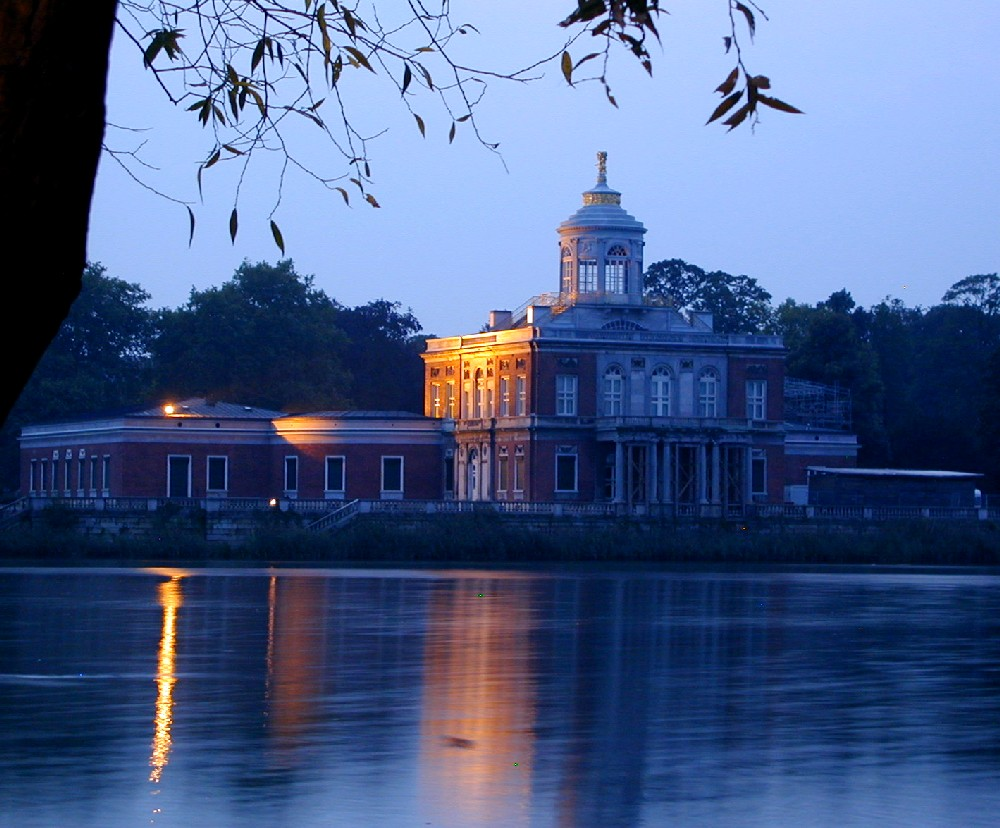
Marmorpalatset

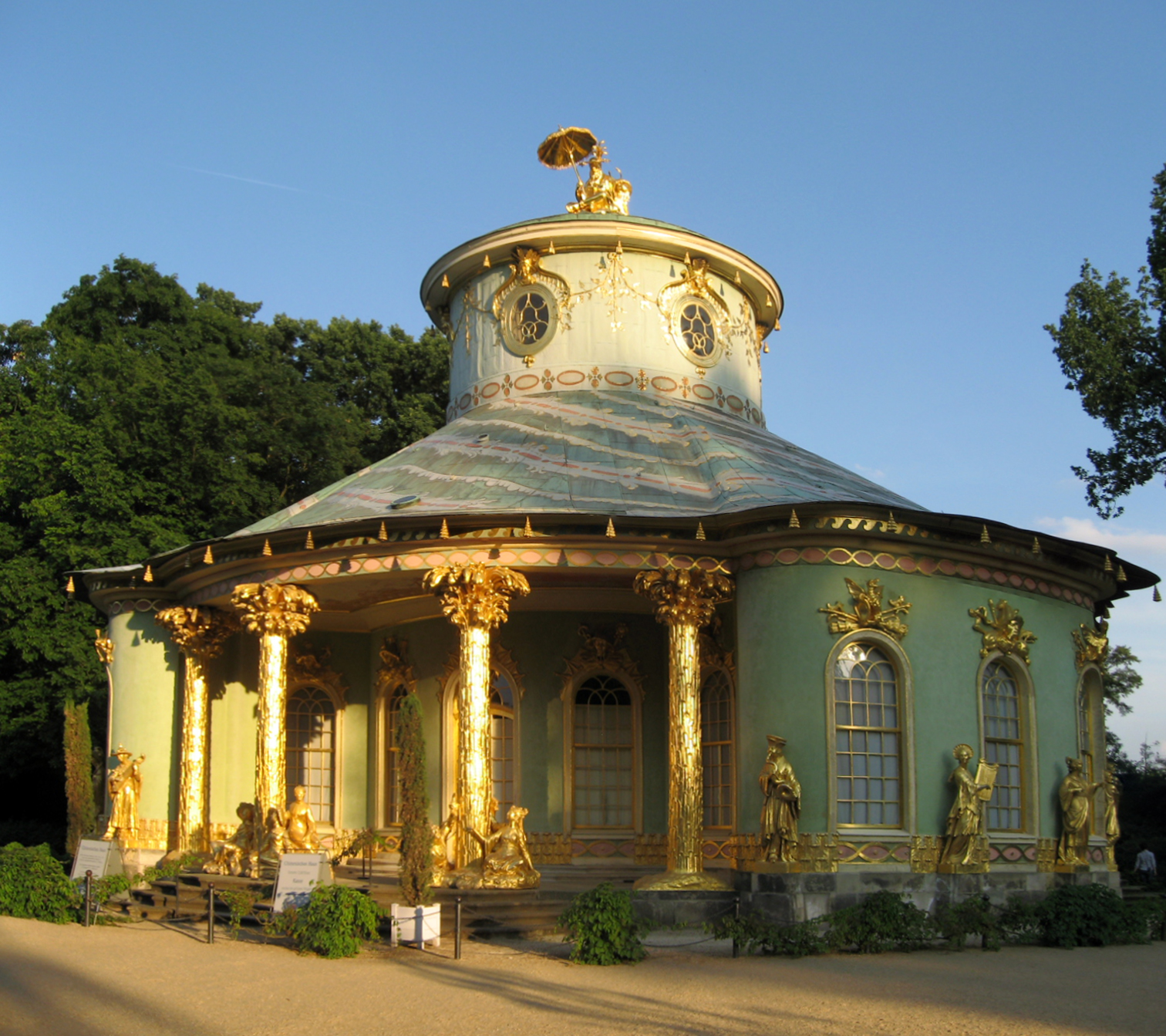
Chinesisches Haus

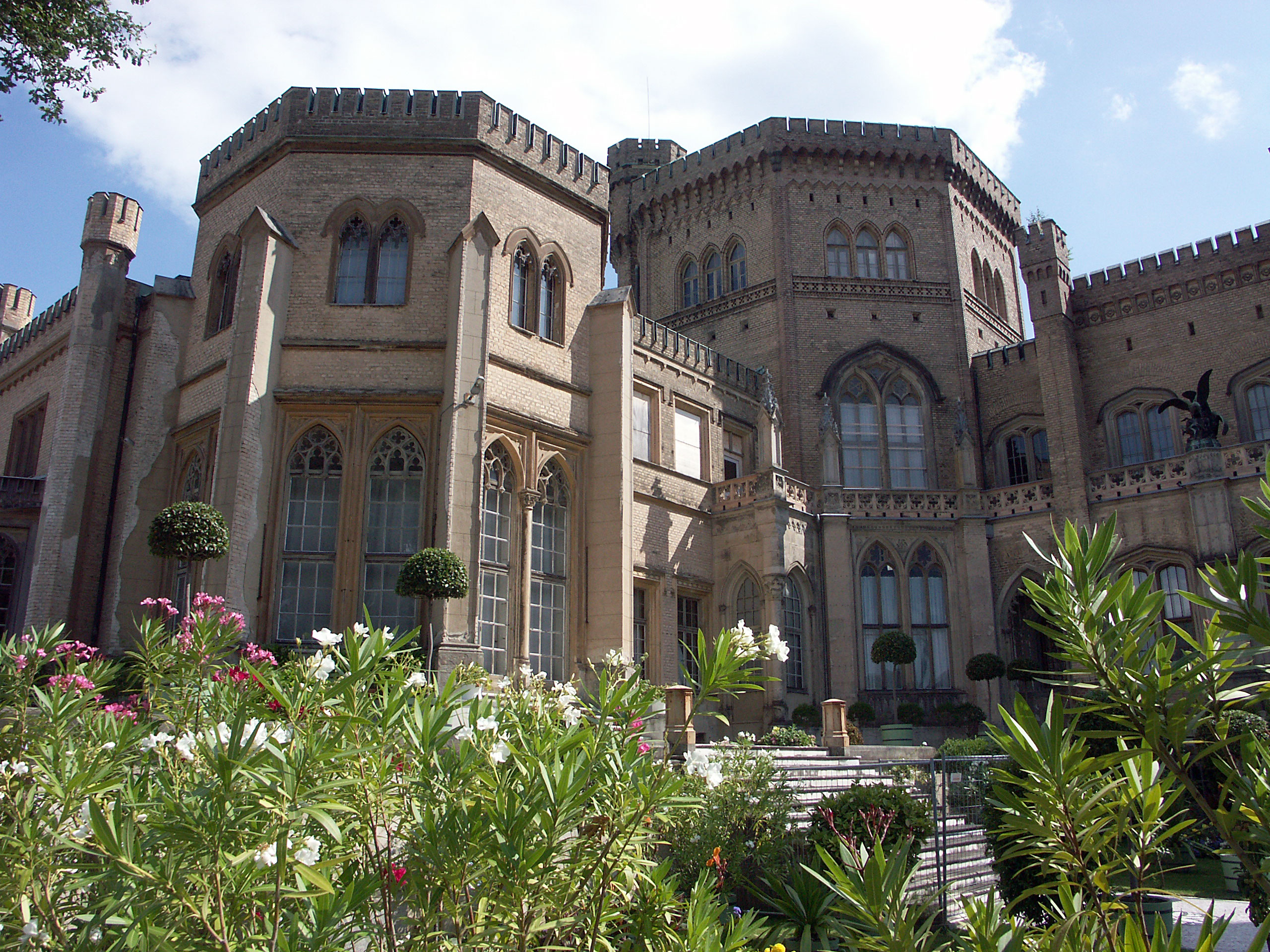
Babelsbergs slott

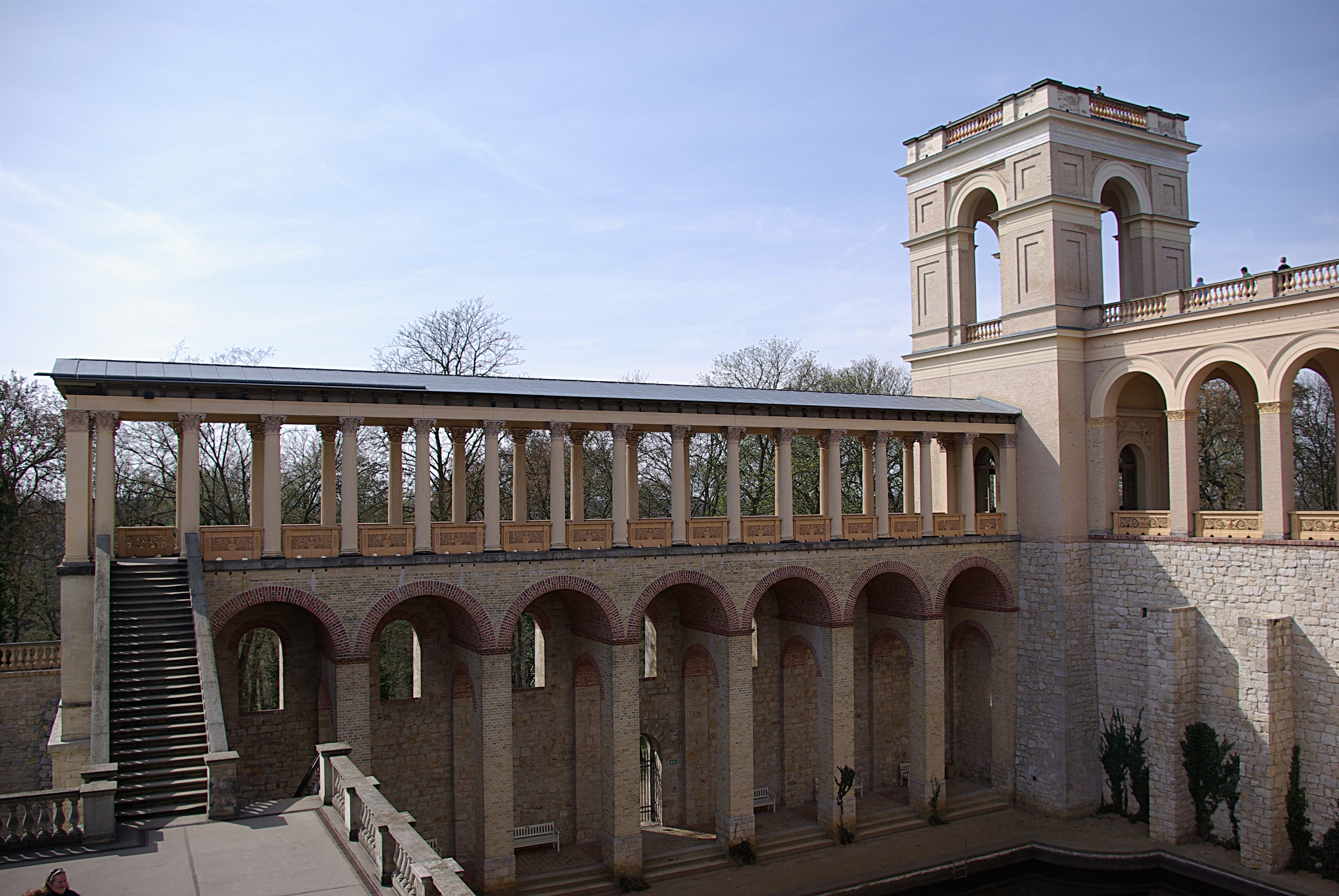
Belvedere auf dem Pfingstberg

Potsdam är en den tyska delstaten Brandenburgs huvudstad. Den utgör även en del av Berlins förstäder, är en kretsfri stad och därutöver den största staden inom Brandenburg, i östra Tyskland. Folkmängden uppgår till omkring 187 000 invånare, vilket gör Potsdam till den näst största staden i storstadsregionen Berlin/Brandenburg efter Berlin.
Potsdam ligger intill floden Havel och ett flertal sinsemellan sammankopplade sjöar. Staden angränsar i nordost direkt till Berlin. Staden är framförallt känd för sin historia som kunglig residensstad i Preussen och Kejsardömet Tyskland, med många slott och trädgårdar, i synnerhet Fredrik den stores sommarresidens Sanssouci från mitten av 1700-talet. 
1945 hölls på slottet Cecilienhof utanför Potsdam den så kallade Potsdamkonferensen  mellan de allierade segermakterna USA, Sovjetunionen och Storbritannien efter den tyska kapitulationen under andra världskriget. Under Tysklands delning efter kriget tillhörde Potsdam DDR, fram till 1990.  
Potsdams kulturlandskap med sina palats och parker upptogs 1990 på Unescos världsarvslista och är ett populärt turistmål.  Staden är även känd för sin filmindustri, universitetet och sina många forskningsinstitut.

## Historia

### Medeltiden
De vendiska, västslaviska, hevellerna slog sig omkring år 700 e.Kr. ned på den plats som idag är Potsdam. År 928 besegrade Henrik I slaverna och intog det hevelliska fortet Brendanburg (det blivande Brandenburg an der Havel). 
Namnet Potsdam (Locus Poztupimi) nämns första gången 993, och Potsdam blir stad 1317. Under medeltiden är staden inte särskilt viktig: kurfurstarna väljer att bosätta sig i Berlin-Cölln.

### 1600- och 1700-talen
Det är först i och med 1600-talet som stadens glansperiod inleds. Potsdams stadsslott börjar uppföras vid Alter Markt under 1500-talets sista år och byggs senare ut under 1600-talet av Fredrik Vilhelm, "den store kurfursten". Under hans son, Fredrik I, som från och med 1701 kallas kung av Preussen, fortsätter staden att växa. Det är emellertid först med dennes son, Fredrik Vilhelm I som staden på allvar byggs ut och växer från 43 till 142 hektar. Staden blir under denna tid garnisonsstad: bland annat byggs nya staden och de holländska kvarteren.

Stadens verkliga storhetstid börjar med Fredrik II:s (Fredrik den store) regeringstid (1740-1786). Dennes namn är intimt förknippat inte bara med staden Potsdam utan även med Preussen. Staden förvandlas under denna tid till en arkitektonisk pärla.

### 1800-talet
Under oroligheterna i samband med marsrevolutionen 1848 flyttade Fredrik Vilhelm IV av Preussen ut från Berlin till det lugnare Potsdam. Ett försök av soldater att frita tillfångatagna kamrater slogs ner av preussiska elittrupper. Efter revolutionen startades flera nya byggprojekt som Nikolaikirche och den katolska kyrkan St. Peter und Paul. 

### Potsdam i kejsarriket
1911 följde öppnandet av en flygplats för luftskepp och samma år invigdes filmstudion i Babelsberg. 1914 skrev kejsar Vilhelm II under krigsförklaringen mot Ententen i Neues Palais i Potsdam. När Tyskland förlorade första världskriget och monarkin störtades förlorade Potsdam definitivt sin position som residensstad.

### Potsdam under Weimarrepubliken och Nazityskland
Garnisonskyrkan i Potsdam var platsen för Potsdamdagen 21 mars 1933, som anordnades som en högtidlig ceremoniell gudstjänst och sammankomst inför 1933 års öppnande av Tysklands riksdag, efter att Adolf Hitler utsetts till ny rikskansler av rikspresidenten Paul von Hindenburg. Ceremonin användes av nazisterna och Joseph Goebbels propaganda som symbol för det nazistiska maktövertagandet med rikspresidentens välsignelse, och bojkottades av de socialistiska riksdagspartierna SPD och KPD.

### Potsdam under den tyska delningen
Potsdam bombades så sent som 14 april 1945 av de allierade, varpå stora delar av staden lades i ruiner, bland annat Garnisonskyrkan samt Alter Markt med stadsslottet, Nikolaikirche och rådhuset. Sanssouciparken med sina slott Sanssouci och Neues Palais klarade sig däremot. 
Efter kriget hamnade staden i den sovjetiska ockupationszonen och tillhörde från 1949 Östtyskland. DDR-regimen försökte medvetet radera ut minnet av Preussens storhetstid genom att riva bombade byggnader i stället för att bygga upp dem. På så sätt försvann såväl Garnisonskyrkan som Potsdams stadsslott ur stadsbilden.
Slottet Cecilienhof i Potsdam var platsen för Potsdamkonferensen 1945 där de allierade beslutade om Tysklands indelning i fyra ockupationszoner och den nya tysk-polska gränsen vid Oder-Neisselinjen. Potsdam gränsar i öster till Berlin och från 1961 till 1989 gick Berlinmuren genom Potsdams östra utkanter, så att stora områden i det historiska parklandskapet vid gränsen mot Västberlin spärrades av för allmänheten.
Under DDR-tiden var staden åtråvärd för ryska officerare och tjänstemän att bo i. På gränsen mellan Potsdam och Berlin finns också den bro, Glienicker Brücke, där spioner i största hemlighet utväxlades mellan öst och väst under det kalla kriget.

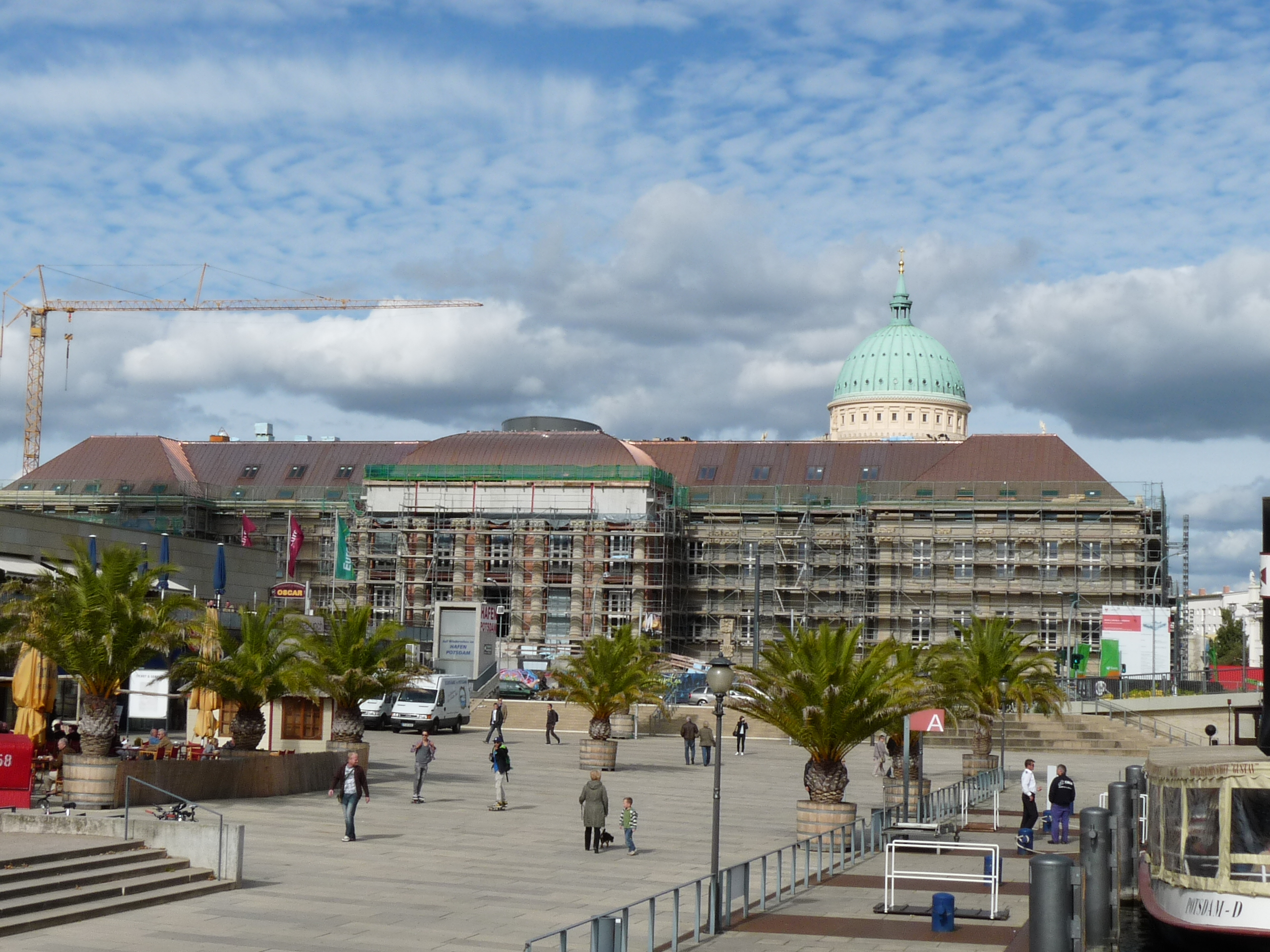
Det rekonstruerande stadsslottet under uppförande vid Alter Markt i Potsdam, september 2012.
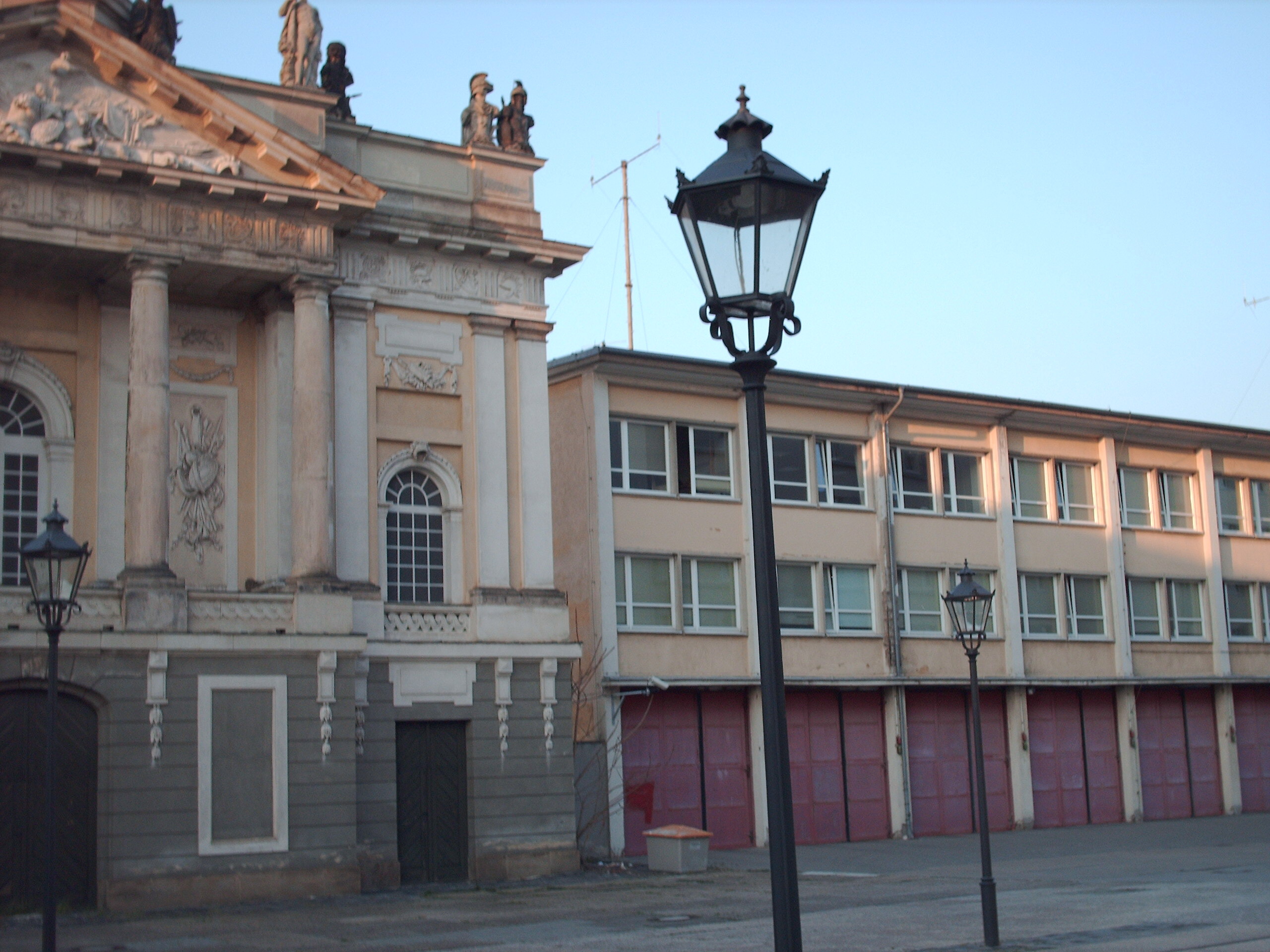
Schloßstrasse: i Potsdam står byggnader från stadens storhetstid sida vid sida med byggnader från DDR-tiden.
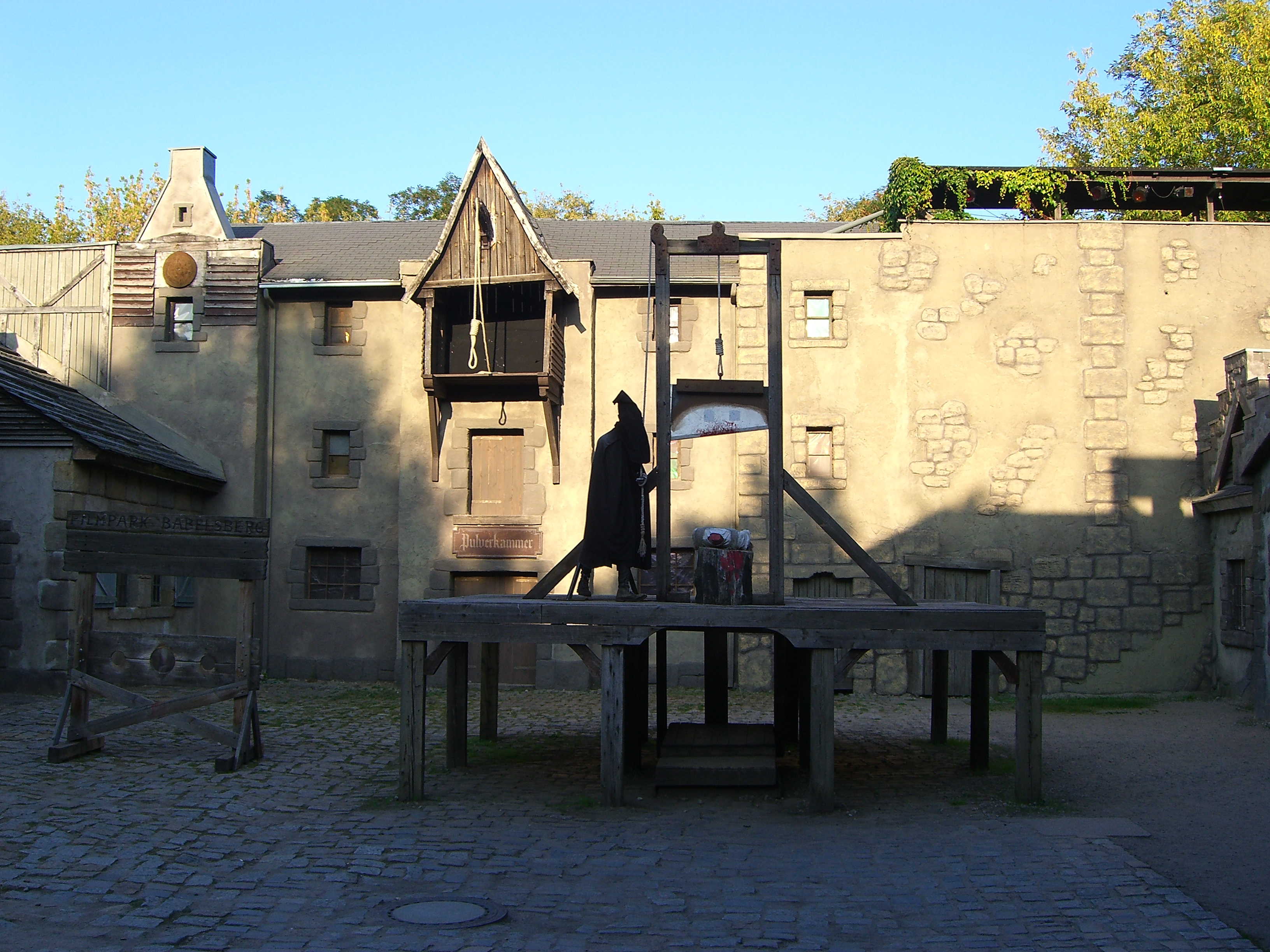
Medeltida stad i Filmpark Babelsberg
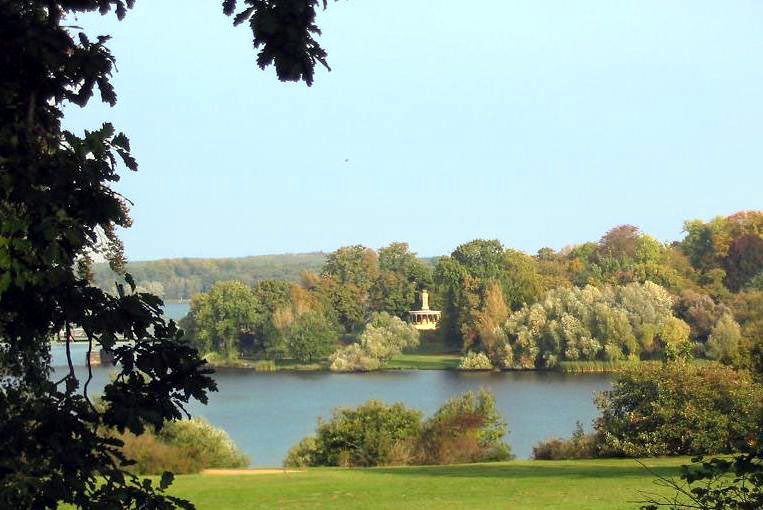
Babelsbergparken

### Efter återföreningen
I och med återföreningen 1990 blev Potsdam huvudstad i delstaten Brandenburg, varpå staden började restaureras. Man har beslutat att återuppbygga såväl Garnisonskyrkan som stadsslottet. Slottet färdigställdes 2013 och är sedan dess permanent säte för Brandenburgs lantdag. 
Sedan 1989 har flera internationella koncerner etablerat sig i Potsdam, bl.a. Oracle. De många magnifika villor som under DDR-tiden fick förfalla har i de flesta fall renoverats av förmögna Berlinbor eller västtyskar som till exempel Friede Springer, en av Tysklands rikaste personer och ägare av Axel Springer AG.

## Utbildning och forskning
Staden har ett universitet, Universität Potsdam samt en berömd filmskola, Hochschule für Film und Fernsehen. I Potsdam finns också ett flertal forskningsinstitut som Fraunhofer Institut, Max Planck-Institut, IASS och Potsdam Institute for Climate Impact Research.

## Kultur och sevärdheter

### Slott och palats
- Sanssouci, Fredrik den stores sommarpalats och stadens mest besökta turistmål. Slottets stora park inrymmer flera andra museer och palats.
- Neues Palais och Charlottenhof, 1700-talsslott i Sanssouciparken. Neues Palais var kejsaren Vilhelm II:s residensslott.
- Potsdams stadsslott i barockstil förstördes i andra världskriget. Slottet har under 2000-talet rekonstruerats utvändigt och inrymmer sedan 2014 moderna lokaler för Brandenburgs lantdag.
- Orangerislottet i Sanssouciparken.
- Cecilienhofs slott, som var plats för Potsdamkonferensen.
- Babelsbergs slott, kejsar Vilhelm I:s sommarslott.
- Lindstedts slott
- Marmorpalatset
- Sacrow-palatset
- Belvedere auf dem Klausberg
- Belvedere auf dem Pfingstberg

### Övriga sevärdheter
- Den gamla staden med bland annat rådhuset, de holländska kvarteren (Holländisches Viertel) och Nikolaikyrkan.
- Alexandrowka, 1800-talsby anlagd i rysk stil.
- Babelsbergparken
- Museum Barberini, konstmuseum i ett rekonstruerat 1700-talspalats med stora samlingar inom impressionism, DDR-konst och tysk samtidskonst efter 1990.
- Chinesisches Haus
- Einsteinturm, astronomiskt observatorium ritat av Erich Mendelsohn 1920
- Heilandskirche i Sacrow
- Potsdams universitet har flera campus i staden, med huvudcampus i Neues Palais historiska annexbyggnader.
- Volkspark Potsdam, anlagd för den tyska nationella trädgårdsutställningen 2001, med tropikhuset Biosphäre Potsdam.

### Film och teater
- Filmpark Babelsberg, filmnöjespark.
- Studio Babelsberg, viktigt centrum för den europeiska filmindustrin där UFA tidigare hade sina studior.
- Hans Otto Theater, Potsdams stadsteater, är belägen vid flodstranden i stadens östra del.

## Bilder

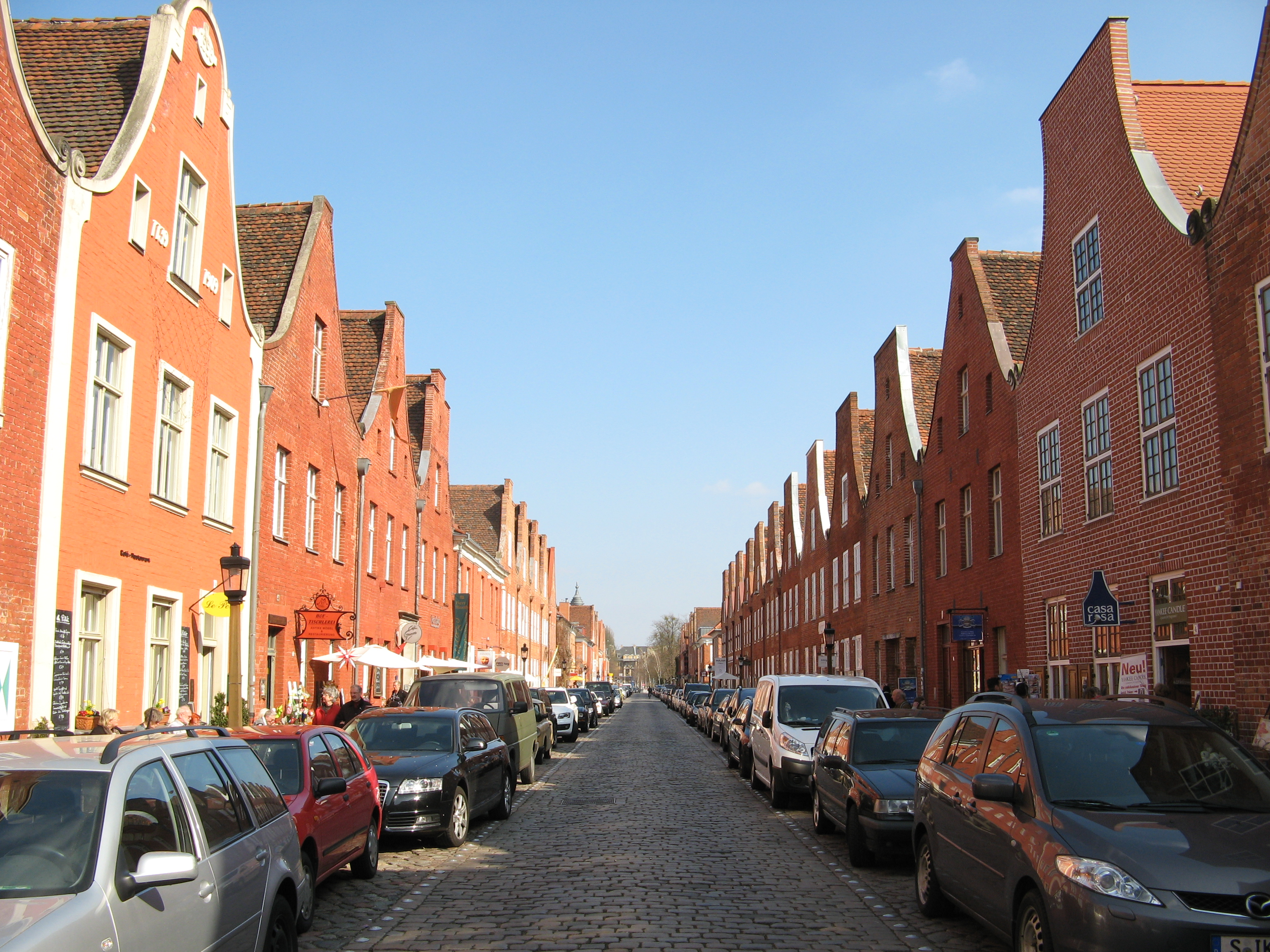
Holländisches Viertel
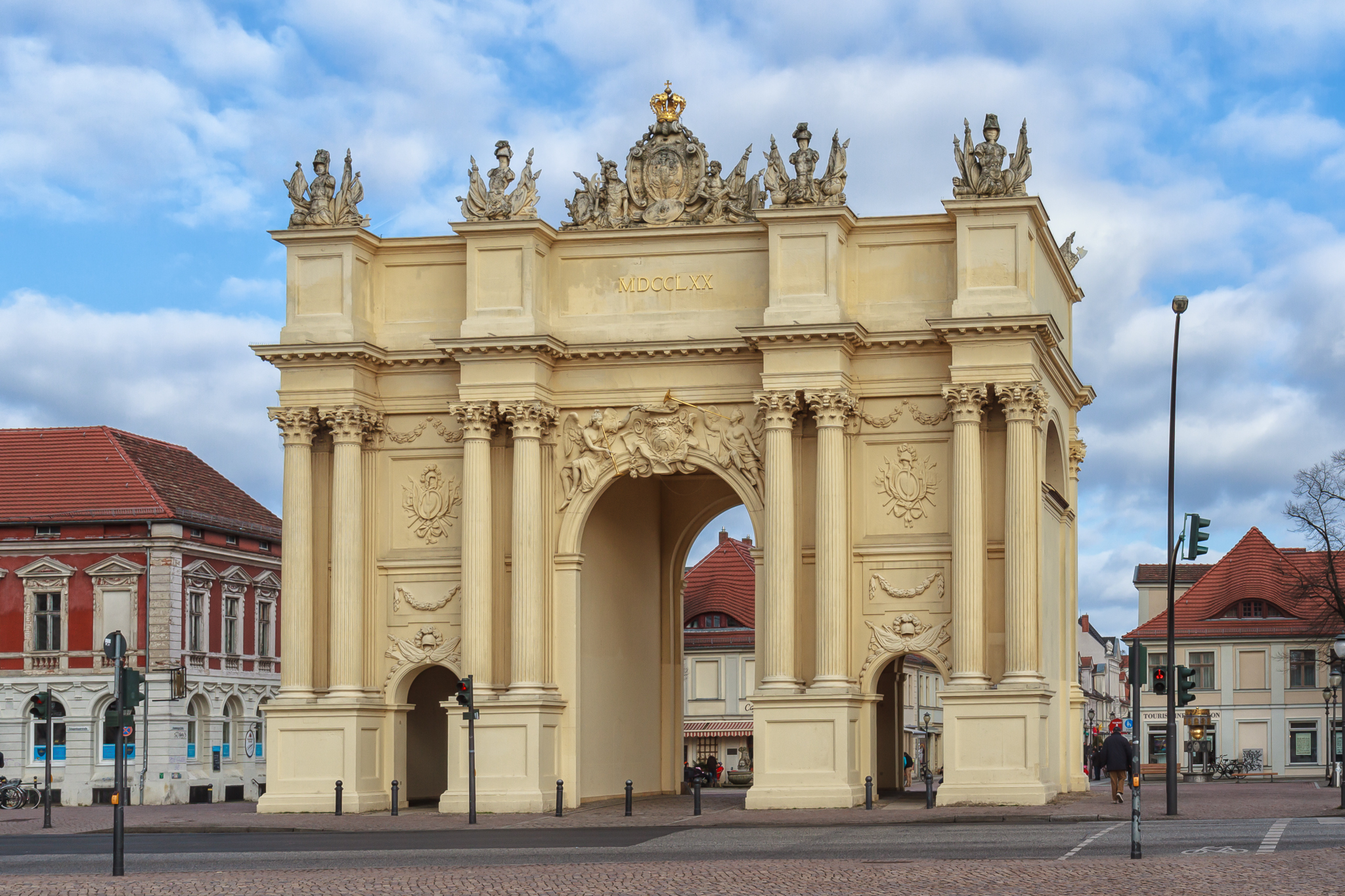
Luisenplatz med Brandenburger Tor från 1770
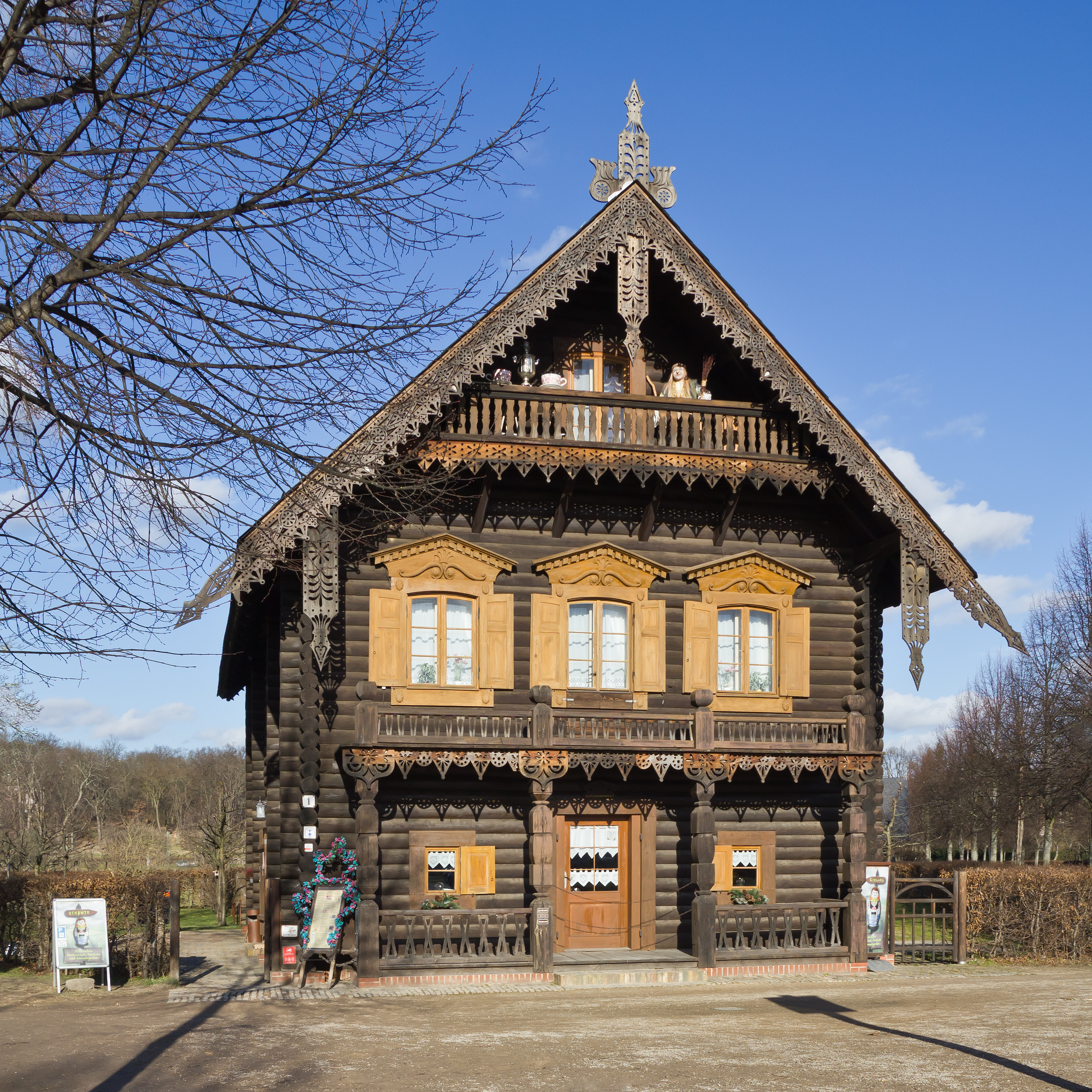
Alexandrowka
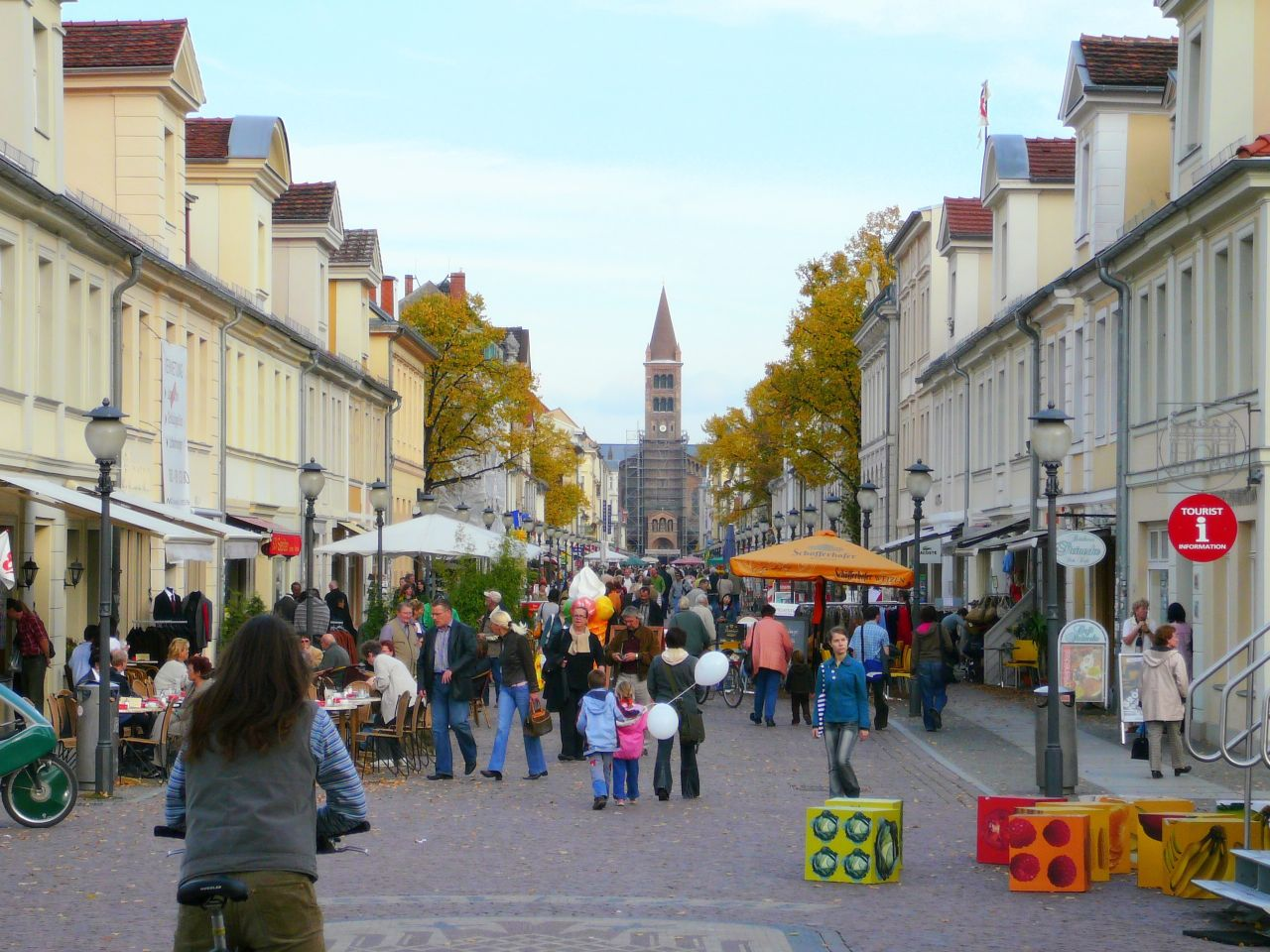
Affärsgatan Brandenburger Strasse
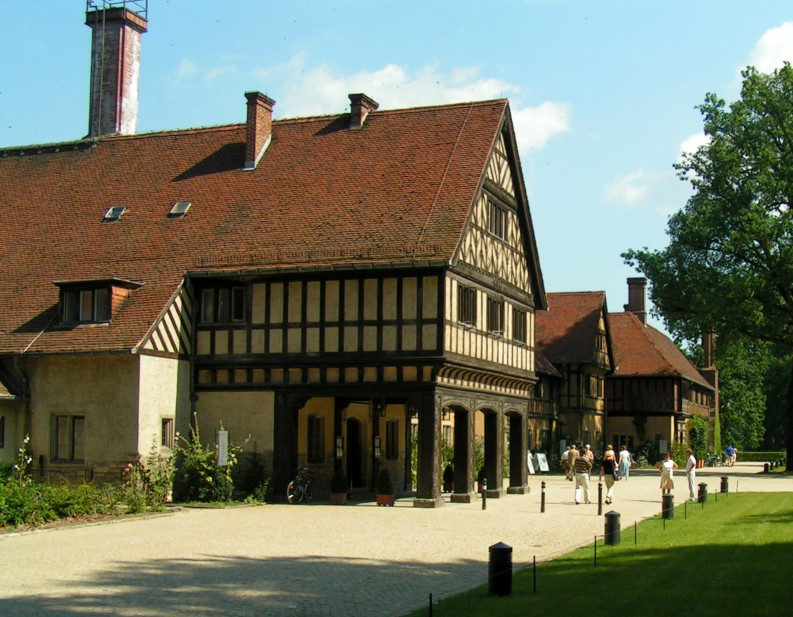
Cecilienhof
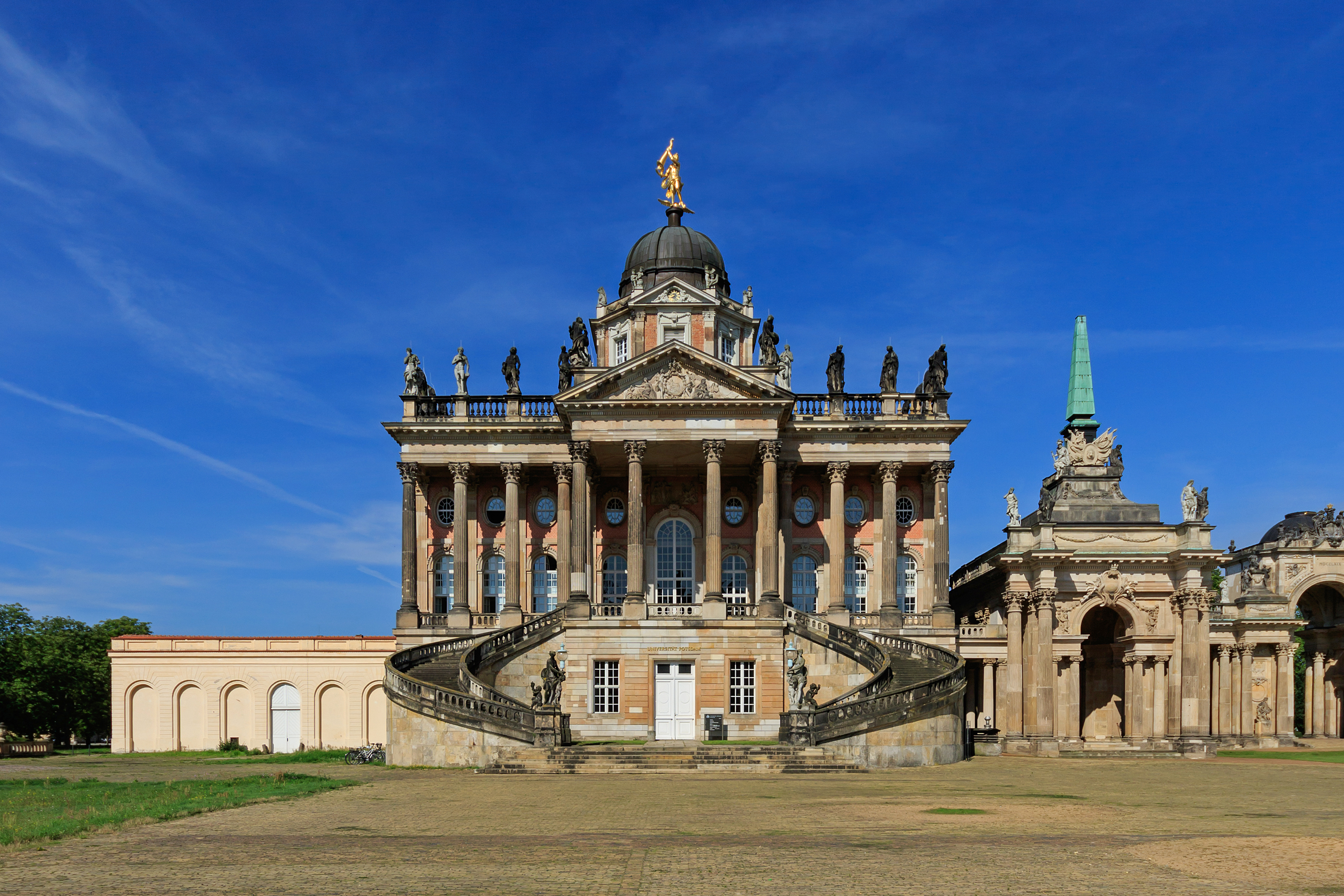
Universität Potsdam
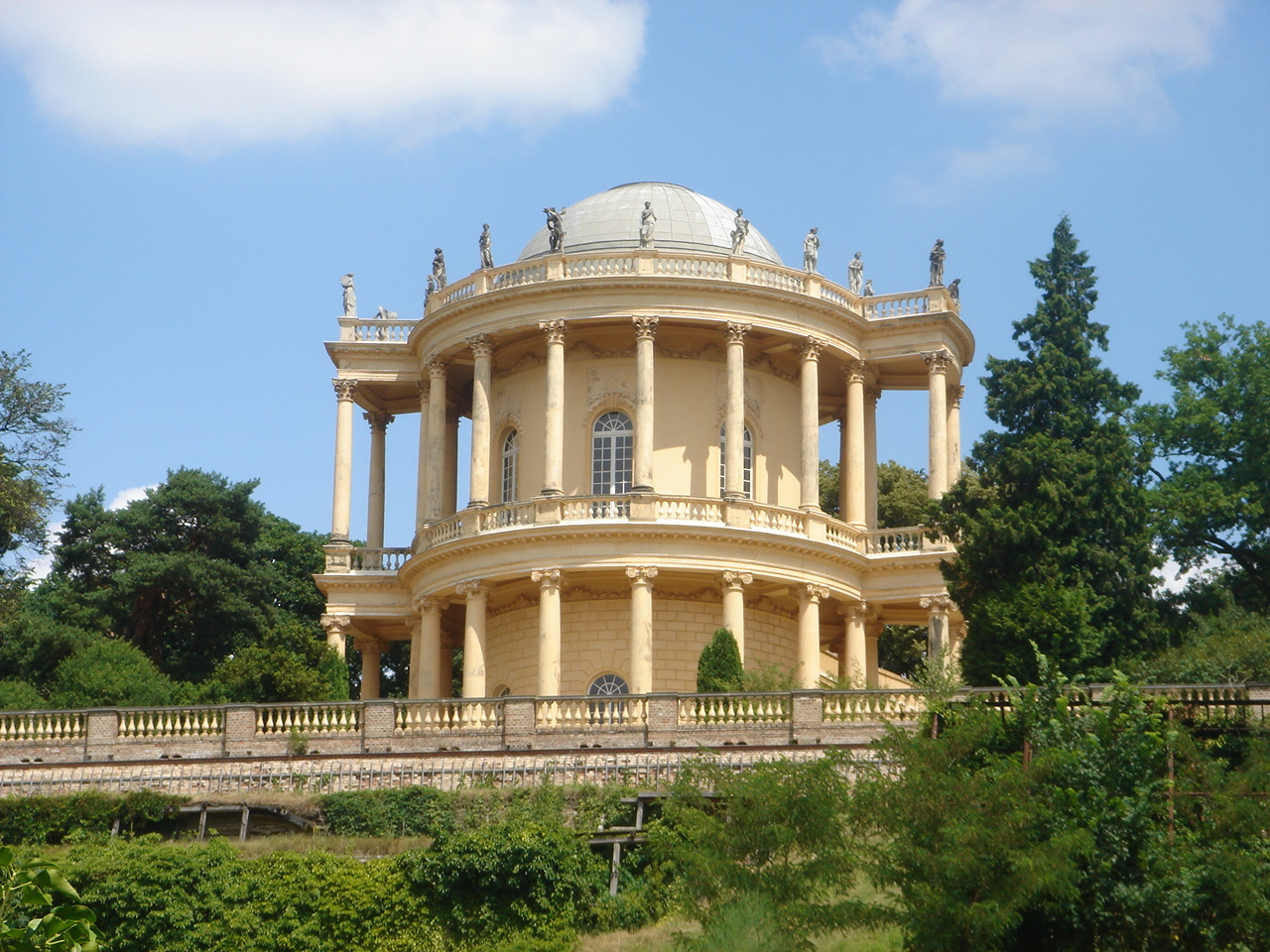
Belvedere auf dem Klausberg
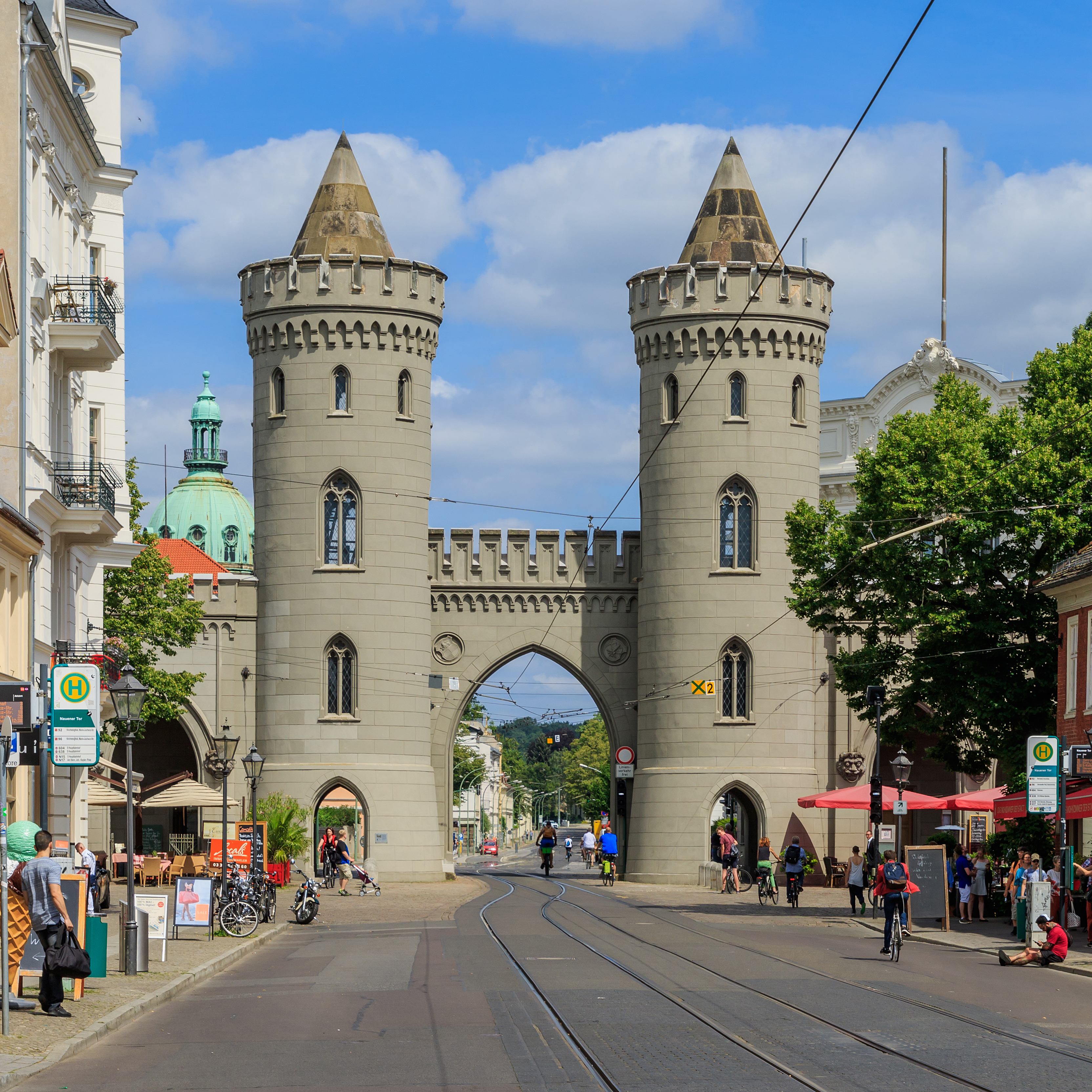
Nauener Tor
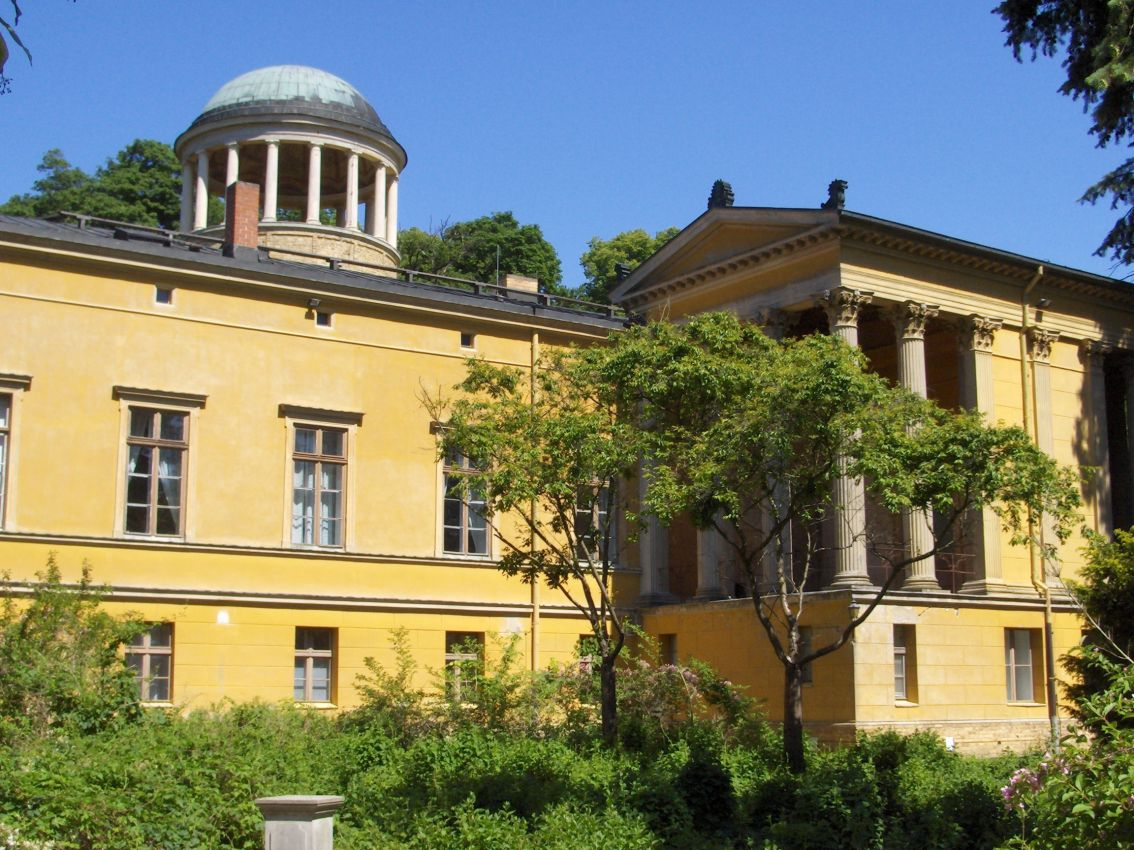
Lindstedts slott
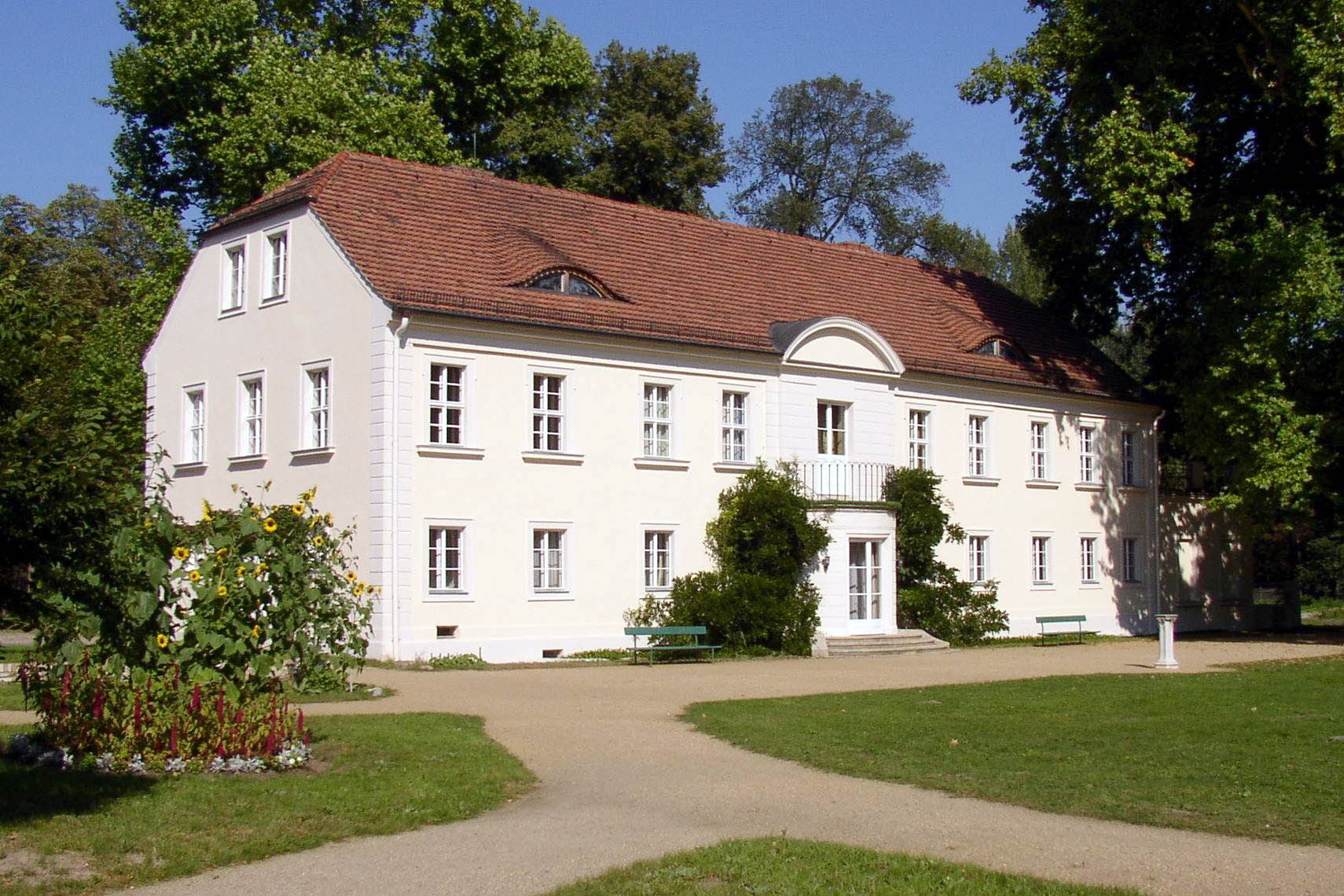
Sacrows slott
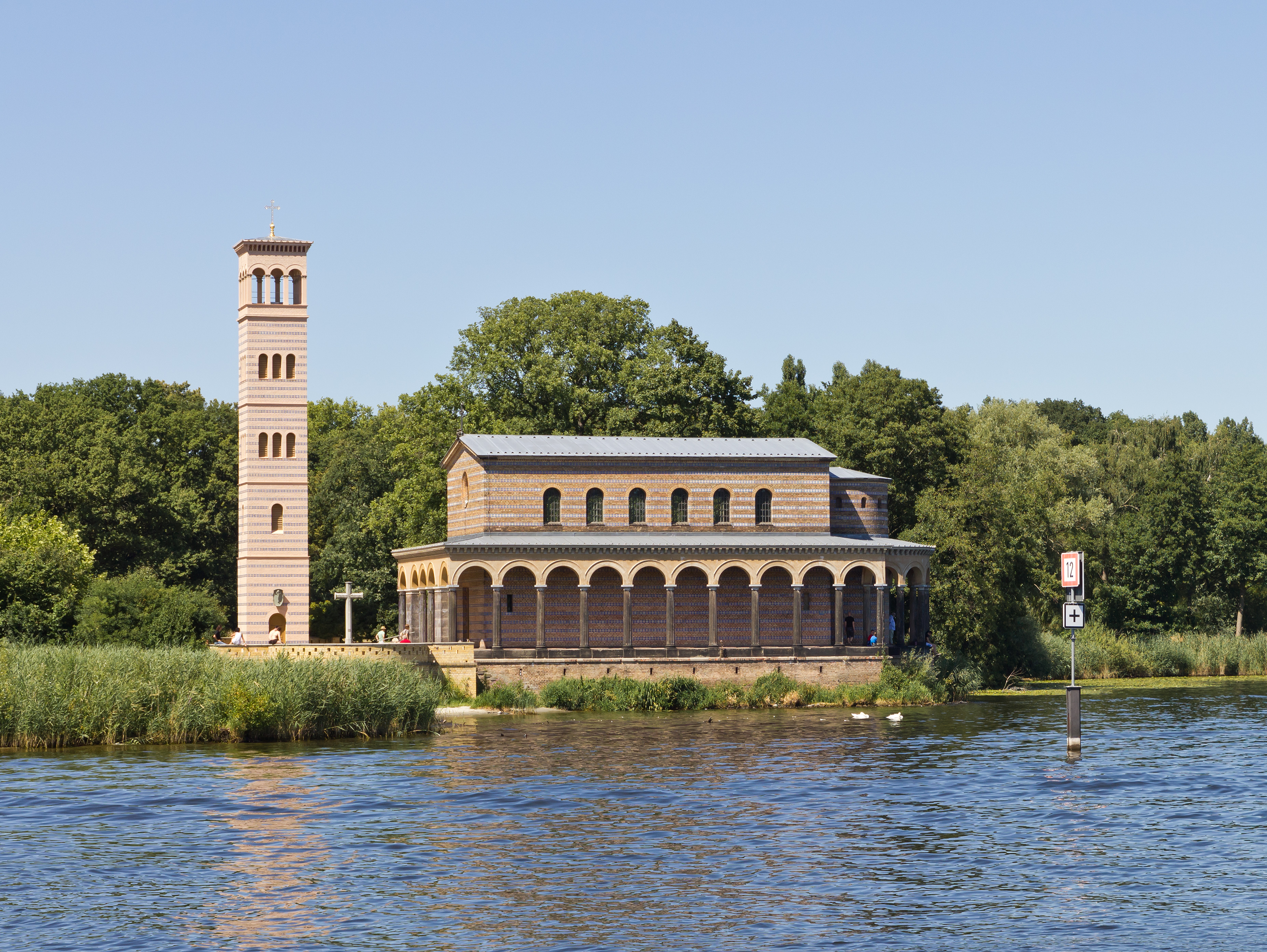
Heilandskirche
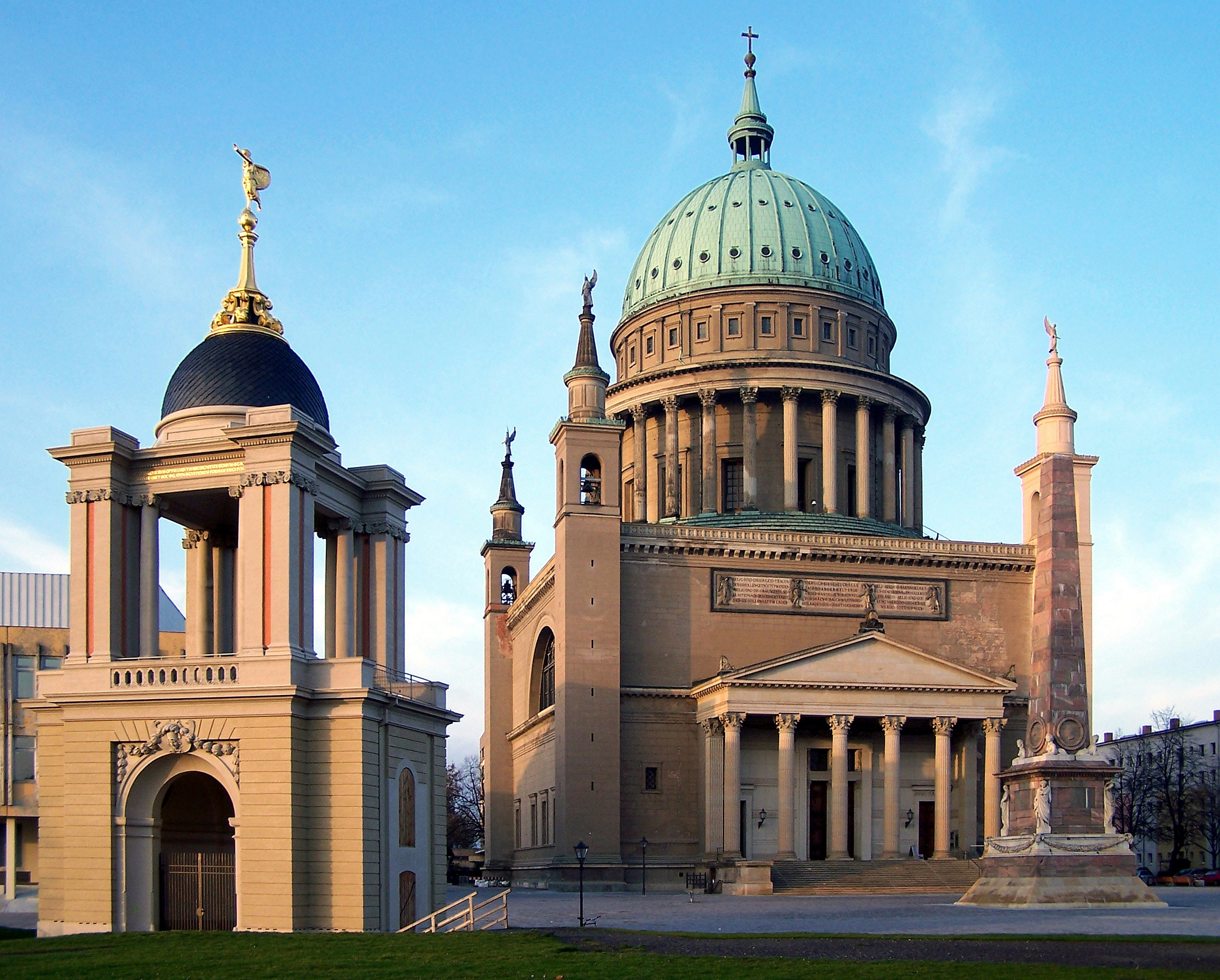
Nikolaikyrkan

## Kommunikationer
Potsdams centralstation är slutstation för Berlins pendeltåg (S-bahn) samt även en central för fjärrtåg, regionaltåg och Potsdams spårväg som stannar alldeles utanför.

### Potsdams spårväg
Potsdams spårväg består av sju linjer. Spårvägen har en längd av 30 km och sammanbinder Potsdams centralstation med Potsdams olika stadsdelar samt även sevärdheter som Glienicker Brücke och Charlottenhof.

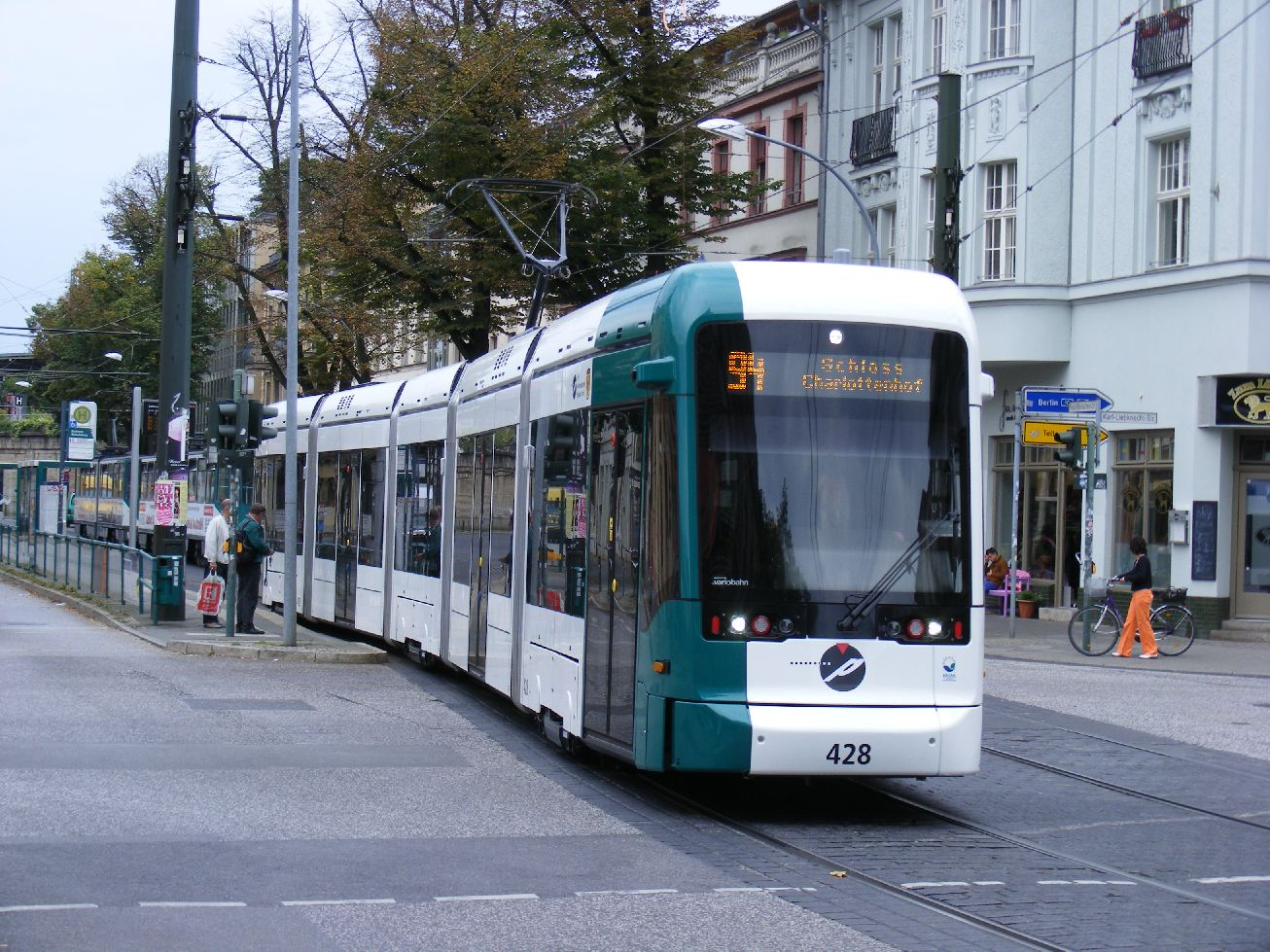
Spårvagn linje 94
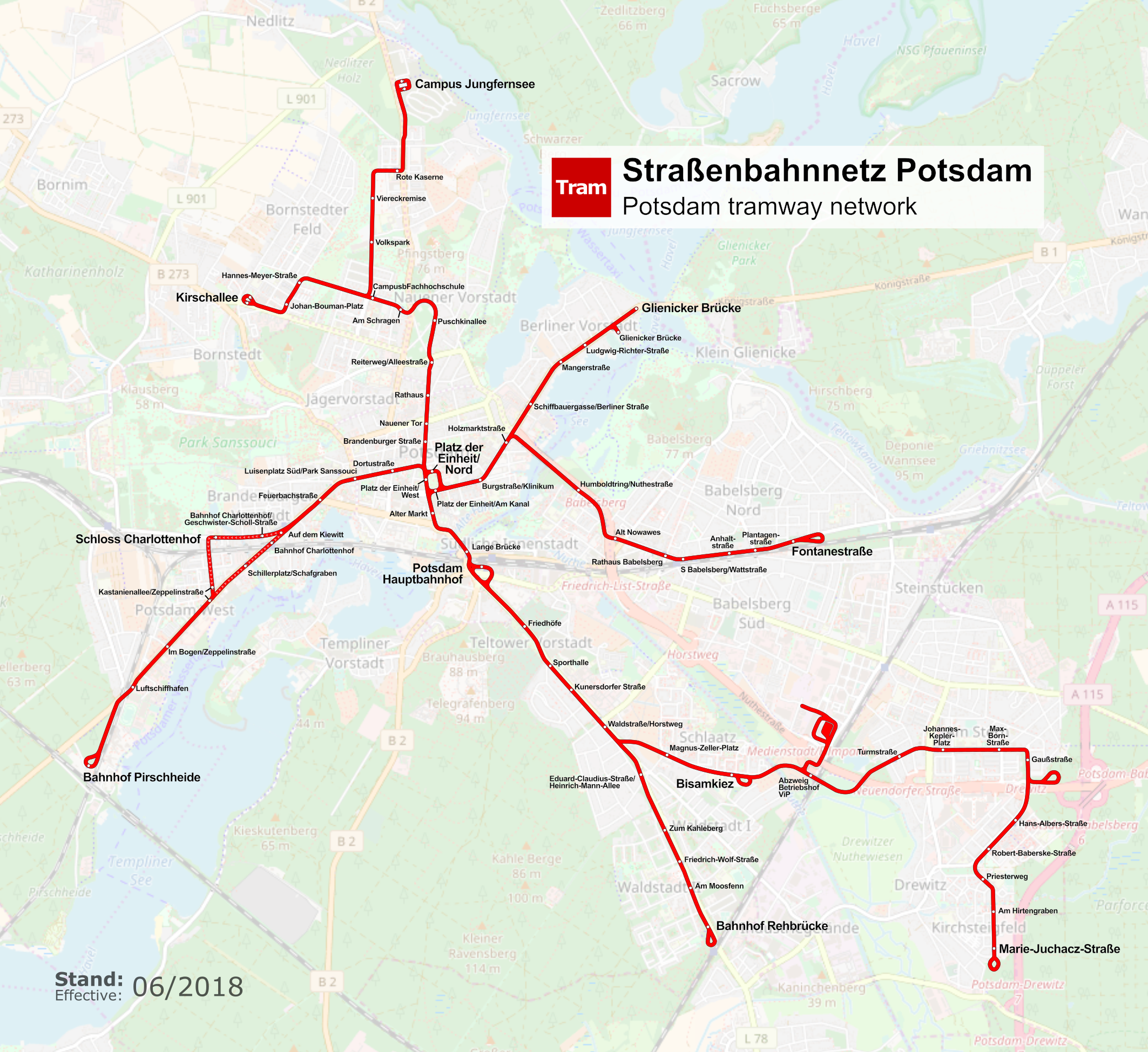
Karta över Potsdams spårväg